# Skyfall (piosenka)
Skyfall – piosenka przewodnia z filmu o przygodach Jamesa Bonda o tym samym tytule, którą nagrała angielska piosenkarka Adele. Autorami utworu są wokalistka i producent muzyczny Paul Epworth, natomiast orkiestracje zaaranżował J. A. C. Redford. Singiel z piosenką opublikowany został 5 października 2012 roku w ramach imprezy Global James Bond Day z okazji 50-lecia premiery filmu Dr. No, pierwszego obrazu z serii o Jamesie Bondzie. Kompozycja wkrótce po premierze dotarła na szczyt listy przebojów iTunes, uplasowała się także na 2. miejscu UK Singles Chart oraz na 8. miejscu zestawienia Billboard Hot 100 w USA. W 2013 roku „Skyfall” otrzymał nagrodę Akademii Filmowej, a także m.in. Złoty Glob i Brit Award.

## Certyfikaty i sprzedaż
| Kraj                          | Certyfikat         | Sprzedaż   |
| ----------------------------- | ------------------ | ---------- |
| Australia (ARIA)              | platynowa płyta    | 70 000+    |
| Belgia (BEA)                  | platynowa płyta    | 30 000+    |
| Brazylia (Pro-Música Brasil)  | diamentowa płyta   | 250 000+   |
| Dania (IFPI Danmark)          | platynowa płyta    | 30 000+    |
| Finlandia (Musiikkituottajat) | złota płyta        | 5 200+     |
| Hiszpania (Promusicae)        | platynowa płyta    | 60 000+    |
| Kanada (MC)                   | 5× platynowa płyta | 400 000+   |
| Meksyk (AMPROFON)             | 2× platynowa płyta | 120 000+   |
| Niemcy (BVMI)                 | platynowa płyta    | 300 000+   |
| Nowa Zelandia (RMNZ)          | złota płyta        | 7 500+     |
| Stany Zjednoczone (RIAA)      | platynowa płyta    | 1 000 000+ |
| Wielka Brytania (BPI)         | 3× platynowa płyta | 1 800 000+ |
| Włochy (FIMI)                 | 3× platynowa płyta | 90 000+    |